# Лина Мендони
Лина Мендони (грч. Λίνα Μενδώνη, рођена 1. априла 1960) је грчка политичарка и археолог. Од 9. јула 2019. је министарка културе и спорта.

## Биографија
Рођена је 1. априла 1960. у Атини, пореклом је са Хиоса. Студирала је на Филозофском факултету Универзитету у Атини 1981. класику и 1984. историју археологије. Године 1988. је докторирала археологију на Универзитету у Атини са највишом оценом. Учествовала је у археолошким програмима, површинским истраживањима и систематским ископавањима Универзитета у Атини и Министарства културе. Радила је као научни сарадник 1983—1988. у Центру за грчку и римску антику Националне истраживачке фондације. Од 1987. је била директорка интердисциплинарног тима за археолошка истраживања у Киклади. Јуна 1989. се придружила истраживачком тиму Националне истраживачке фондације и од тада прати развој прописан законом. Године 1998. је изабрана за главног истражитеља. Руководила је 1995—1999. интердисциплинарни програм „Историја предела и завичајне историје”. Десет година је била генерални секретар Министарства културе, од марта 1999. до марта 2004. и поново од новембра 2009. до фебруара 2015. Министар Елисавет Папазои ју је именовао за генералну секретарку, на тој позицији је радила са многим политичарима међу којима су Теодорос Пангалос, Евангелос Венизелос, Павлос Геруланос, Костас Цаварас, Панос Панајотопулос и Константинос Тасулас. Проглашена је за ванпарламентарну министарку културе и спорта 9. јула 2019. Удата је за Панагиотиса Н. Дукелиса са којим има сина Николаса.